# Intérêt (finance)
Pour les articles homonymes, voir Intérêt.
En finance, l'intérêt est la rémunération d'un prêt, sous forme généralement d'un versement périodique de l'emprunteur au prêteur.
Pour le prêteur, c'est, selon la théorie courante (libérale), le prix de sa renonciation temporaire à la liquidité. Pour l'emprunteur, c'est un coût correspondant à une utilisation anticipée.
Lorsqu'un prêt monétaire est accordé à la suite d'une création monétaire, comme c'est le cas pour l'immense majorité des prêts des banques de premier rang (banques centrales) et second rang (banques commerciales, privées ou publiques), cette justification courante est prise en défaut et ne s'applique plus. En effet, avec une création ex nihilo de monnaie, il n'y a aucune renonciation de la part du prêteur (bancaire) de la quantité de monnaie prêtée, qui n'existait pas avant d'être créée spécialement pour le prêt (par simples écritures bancaires). En exigeant un intérêt la banque prêteuse se conforme juste à son intérêt d'orientation du marché monétaire (banques centrales) ou son intérêt commercial (banques commerciales ajoutant une marge bénéficiaire à leur taux de refinancement).
Une épargne rémunérée par un intérêt est assimilable à un prêt fait à un emprunteur, comme une banque ou l'organisme bénéficiaire de cette épargne.

## Calcul de l'intérêt
L'intérêt est proportionnel au capital et croît avec le temps couru. Il peut être calculé par application d'un pourcentage annuel, appelé le taux d'intérêt annuel. Ce taux peut être fixe ou ajusté d'une période à l'autre selon une formule d'indexation. Dans ce cas, il peut être révisable (fixé en début de chaque période) ou variable (déterminé à la fin de chaque période). Il varie en fonction de l'inflation et du risque sous-jacent au capital financé, c'est la prime de risque.

### Calcul de l'intérêt simple
Dans le cas de l'intérêt simple, les intérêts produits ne sont pas ajoutés au capital initial {\displaystyle C_{0}}. Les intérêts augmentent de manière linéaire. Pour un taux d'intérêt {\displaystyle r}, après {\displaystyle n} périodes, les intérêts valent
{\displaystyle I_{n}=C_{0}\ r\ n}

### Calcul de l'intérêt composé
Dans le cas de l'intérêt composé, les intérêts produits sont régulièrement ajoutés au capital initial {\displaystyle C_{0}}. Les intérêts augmentent de manière exponentielle. Après {\displaystyle n} périodes, les intérêts valent 
{\displaystyle I_{n}=C_{0}((1+r)^{n}-1)}

## Modalités de versement
L'intérêt est habituellement versé périodiquement au prêteur, par exemple à échéances (mensuelles, trimestrielles ou annuelles) ou, en cas de capitalisation, payé seulement en même temps que le  remboursement final de l'emprunt. Il est alors capitalisé, autrement dit ajouté au capital à la fin de chaque période (par exemple chaque année), pour produire à son tour des intérêts pendant les périodes suivantes.

## Avantages et inconvénients
L'endettement d'une entreprise se révèle opportun si la profitabilité d'un projet mobilisant des capitaux permanents est supérieure au taux d'intérêt payés sur la dette qui contribue à le financer. C'est l'effet de levier.
Une autre critique est que le recours à l'endettement est considéré par les entreprises comme moins onéreux que l'apport en capitaux propres. L'intérêt versé au prêteur est moindre que le dividende attendu par un investisseur en capital, et de plus il procure une déduction fiscale. 
Diverses critiques au fil du temps ont porté tant sur les intérêts eux-mêmes que sur le crédit et la monnaie, accusés de concert d'appauvrir certains au profit d'autres. En fait les économies prospères s'appuient largement sur un secteur de l'épargne et du crédit aussi développé que performant. L'un des facteurs de développement économique est la mise en place d'un tel système. [réf. nécessaire]
Une surveillance des pratiques en ces domaines est toutefois nécessaire, d'où des dispositions dans divers pays visant tant à protéger l'épargnant qu'à éviter des taux usuraires pour l'emprunteur.

## Fiscalité
En France, l'impôt sur les sociétés est calculé sur le Résultat courant, alors que c'est l'Excédent brut d'exploitation dans d'autres pays. Le projet de loi de finances 2014 crée un nouvel impôt sur l'Excédent brut d'exploitation (EBE), dont la dernière version serait un « excédent net », calculé en déduisant l'amortissement comptable, pour ne pas taxer l'investissement des entreprises et en exonérant les PME. Le nouvel impôt taxerait donc le bénéfice avant impôt mais aussi les provisions comptables et les intérêts versés aux créanciers, à une époque où les grandes entreprises cotées en Bourse ont tendance à s'endetter pour réduire leurs capitaux propres.

## Histoire et points de vue religieux
Selon les religions le rapport à l'argent et à son usage prend des formes différentes :

### Religion juive
Dans l'Antiquité, des taux d'intérêt très importants étaient pratiqués. Il pouvait arriver que, à la mort d'un débiteur, le créancier réduise en esclavage ses enfants[réf. nécessaire]. 
C'est pour réagir à cette situation que la législation juive a introduit des interdictions au prêt à intérêt dans le Pentateuque. La Bible condamne fermement la pratique du prêt à intérêt et de l'usure. Cet interdit est exprimé dans l'Ancien Testament, au vingt-troisième chapitre du Deutéronome (23-19) : « Tu ne prêteras pas à intérêt à ton frère, intérêt d'argent ou intérêt de nourriture, de toute chose qui se prête à intérêt ». Le verset suivant (23-20) ajoute cependant une restriction importante : « Tu pourras tirer un intérêt de l'étranger, mais tu n'en tireras point de ton frère, afin que l'Éternel, ton Dieu, te bénisse dans tout ce que tu entreprendras au pays dont tu vas entrer en possession. » L'interdiction du prêt à intérêt figure également dans l'Exode (22-25), le Lévitique (25,35-37) et Ezéchiel (18,8 ; 13,7 ; 22,12).
Les rabbins juifs ont réagi à l'interdiction biblique en codifiant les choses dans le Talmud de Jérusalem au IVe siècle, et dans le Talmud de Babylone au VIe siècle, qui apportent de grandes innovations sur l'organisation sociale, en particulier les taux d'intérêt, l'usage des lettres de change, et les limites du profit en introduisant la notion de prix juste. La hallakha (jurisprudence rabbinique) autorise de charger l'intérêt aux non-juifs mais interdit de se prêter avec intérêt entre coreligionnaires allant jusqu'à recommander fortement la remise de dette chaque schmitta.
Les Juifs pratiquent le prêt à intérêt en vertu du verset 23-20 du Deutéronome : « Tu peux charger intérêt à un étranger, mais pas un frère israélite » (23-20). En France Philippe Auguste expulse les Juifs, puis les réintègre en 1198 et autorise le prêt à intérêt. L'interdiction est rétablie sous Louis VIII en 1223.

### Religion catholique
Dans le Nouveau Testament, la formulation de cet interdit est moins explicite. Dans l'Évangile selon Luc, les versets suivants mentionnent le prêt sans parler explicitement d'intérêt : « et si vous prêtez à ceux de qui vous espérez recevoir, quel gré vous en saura-t-on ? Les pécheurs aussi prêtent aux pécheurs, afin de recevoir la pareille. » Puis, « Mais aimez vos ennemis, faites du bien, et prêtez sans rien espérer. Et votre récompense sera grande, et vous serez fils du Très Haut, car il est bon pour les ingrats et pour les méchants. » Dans les Évangiles, les passages mentionnant l'argent sont très nombreux. Ils encouragent le don aux pauvres selon le principe de charité, ou condamnent sévèrement ceux qui ne font pas fructifier leurs talents, dans la parabole des talents. L'utilisation de l'argent n'est pas condamnée, à condition que cela ne soit pas une fin, mais seulement un moyen, ce qui rejoint la conception judaïque.
Si le droit romain autorisait le prêt à intérêt, l’Église catholique romaine l'interdit à ses fidèles, le droit canon prenant appui sur la Bible. En Occident, l'interdiction du prêt à intérêt est intégrée au droit laïc sous Charlemagne et perdure pendant tout le Moyen Âge. Elle est critiquée par quelques théologiens et juristes au XIIIe siècle. Le droit canon s'appuie sur la critique de la chrématistique par Aristote : pour le philosophe grec, l'argent ne doit pas pouvoir « faire des petits ». L’interdit est partiellement contourné au cours de la période médiévale. 
En 1745, le pape Benoît XIV rappelle, dans l’encyclique Vix pervenit que tout prêt à intérêt est interdit quel que soit son taux. En 1830 toutefois, après une question de l’évêque de Rennes, le Saint Office déclare par son décret Non esse inquietandos qu'on ne doit pas pénaliser en confession les prêteurs à intérêt, à condition qu'ils promettent de se soumettre aux futures décisions du Saint Siège. C'est donc l'annonce d'une tolérance de fait du prêt à intérêt. En 1832 commencent les prêts des Rothschild au Saint-Siège, porteurs d'intérêts. En 1889, cette tolérance est généralisée à tous les prêteurs d'argent (sans condition). 
La législation canonique condamnera le prêt à intérêt jusqu’en 1830. Le Vatican n’a rendu licite le prêt à intérêt qu’en 1917.
« Si une chose fongible est donnée à quelqu’un en propriété et ne doit être restituée ensuite qu’en même genre, aucun gain à raison du même contrat ne peut être perçu ; mais dans la prestation d’une chose fongible, il n’est pas illicite en soi de convenir d’un profit légal, à moins qu’il n’apparaisse comme immodéré, ou même d’un profit plus élevé, si un titre juste et proportionné peut être invoqué. »
Si l'Église catholique romaine continue de faire valoir cet interdit auprès de ses fidèles, force est de constater qu'il est contourné avec innovation par les commerçants et banquiers chrétiens, de leurs propres aveux,.
Dans les pays d'Europe sous influence de l’Église catholique, les lois contre le prêt à intérêt ont néanmoins été graduellement abrogées au XVIIe et XVIIIe siècles à l'exception notable de la France dont les rois veulent se conformer officiellement à la doctrine de l’Église, sans toutefois réellement réprimer la pratique du prêt à intérêt. C'est la Révolution française qui va finalement pleinement légaliser le prêt à intérêt par un vote de l'Assemblée constituante du 3 octobre 1789,.

### Religion protestante
La Réforme protestante, par la voix de Jean Calvin en particulier, contribue à la levée progressive de l'interdit du prêt à intérêt dans les pays européens. Sous la plume de Calvin, dans sa lettre sur l’usure, en 1545, le protestantisme justifie la légitimité de l’intérêt : le capital a un « caractère de bien immédiatement productif » et l’intérêt acquiert ainsi un caractère licite. Calvin se distingue en cela des autres réformateurs, notamment Luther et Zwingli, qui restent sur ce point dans la ligne de la tradition héritée d'Aristote et des scolastiques. Il distingue cependant entre celui qui emprunte pour investir, ce qui lui paraît légitime, et celui qui emprunte pour se nourrir, ce qui lui paraît anormal et devant plutôt être l'objet de la charité que du prêt à intérêt.
Ce point de vue de Calvin semble avoir été au moins en partie responsable de la rapide évolution des lois sur l'usure, dans les pays protestants. C'est d'abord aux Pays-Bas, en 1540, qu'une ordonnance impériale des Habsbourg autorise le paiement d'intérêts jusqu'à 12 %, uniquement pour les prêts commerciaux, puis en Angleterre, où le Parlement de 1545 promulgue une loi autorisant le paiement d'intérêts jusqu'à 10 % quel que soit le type de prêt. En 1552, un Parlement comprenant des protestants radicaux révoquera cette loi, mais elle sera rétablie en 1571. Comme le taux maximum était pratiqué comme taux minimum, le Parlement réduira ce taux afin d'encourager le commerce, le faisant passer à 8 % en 1624, puis à 6 % en 1651 et enfin à 5 % en 1713, un taux qui sera maintenu jusqu'à l'abolition des lois de l'usure en 1854. Cette légalisation du prêt à intérêt et la baisse progressive des taux d'intérêt auront un impact considérable sur l'économie anglaise du XVIe siècle jusqu'à la Révolution industrielle. La première conséquence a été de permettre enfin l'escompte des effets de commerce. Même si les lettres de change médiévales avaient permis aux commerçants de déguiser les paiements d'intérêts en taux de change, la doctrine de l'usure exigeait néanmoins qu'ils soient non négociables, détenus jusqu'à leur échéance, puisque l'actualisation en aurait révélé les intérêts implicites. L'expérience des Pays-Bas et de l'Angleterre montre que l'escompte, avec transferts légaux soit par effets au porteur, soit par endossement, avec pleine négociabilité, n'a commencé et ne s'est répandue qu'après la légalisation des paiements d'intérêts dans les deux pays. Le rôle majeur des banques pendant la Révolution industrielle est la conséquence de ces changements ; elles ont permis, par l'escompte des effets de commerce étrangers et nationaux, de financer la plupart des besoins en fonds de roulement pour l'industrie et le commerce. La seconde conséquence, connue sous le nom de Révolution financière, introduite tardivement en Angleterre, a été l'établissement d'une dette nationale permanente, fondée non pas sur la vente d'obligations portant intérêt, mais sur des annuités ou des rentes perpétuelles. Totalement à l'abri des lois sur l'usure, cette révolution financière a permis au gouvernement britannique de réduire les coûts d'emprunt de 14 % en 1693 à seulement 3 % en 1757, de sorte que l'économie britannique a pu financer à la fois « les armes et le beurre » sans porter atteinte aux investissements privés. De plus, comme ces annuités (consols) étaient négociées à l'échelle internationale sur les bourses de Londres et d'Amsterdam, elles constituaient une forme populaire d'investissements sûrs, qui sont devenus, avec l'immobilier, la garantie la plus largement utilisée pour emprunter pour répondre aux besoins en capital fixe de la révolution industrielle.

### Religion musulmane
En Islam, le prêt comme l'emprunt à intérêt sont clairement interdits, comme l'atteste le verset 275 de la deuxième sourate du Coran : « Dieu a rendu licite le commerce et illicite l’intérêt ». L'interdit de la pratique de l'intérêt se retrouve encore au verset 39 de la Sourate Ar-Rum (Les Romains) : « Tout ce que vous donnerez à usure pour augmenter vos biens aux dépens des biens d'autrui ne les accroît pas auprès de Dieu, mais ce que vous donnez comme Zakat, tout en cherchant la face de Dieu (Sa satisfaction)… Ceux-là verront [leurs récompenses] multipliées. »
La riba s'oppose au commerce au sens où l'intérêt enrichit le prêteur sans prise de risque (risk-free investment). Le prêteur s'enrichit du fait du temps qui passe. Ceci est cause de la concentration des richesses aux mains des détenteurs de capitaux et de l'aliénation des travailleurs. La riba donne une société injuste.
Un hadith de Mahomet expose les règles du commerce légal. Ce hadith a une portée générale parce qu’il vise six produits dits ribawi : l'or, l'argent, le blé, le froment, les dattes et le sel. Tout échange de produit identique (or contre or, blé contre blé) avec un avantage pour une personne constitue une opération usuraire, à la différence de ce qui concerne les avantages résultant de l’échange de produits de nature différente (or contre blé). L'autre portée de ce hadith est que le système de monnaie fiduciaire (fiat currency) n'est pas conforme à la tradition. La monnaie devrait avoir une valeur intrinsèque et être immédiatement convertible en commodities, par exemple l'or.
Si l'islam continue de faire valoir cet interdit auprès de ses fidèles, force est de constater qu'il est contourné avec innovation par les commerçants et banquiers musulmans. Le soukouk est une obligation où l'intérêt sous-jacent (backdoor riba) ne dit pas son nom étant considéré comme une quote-part de profits futurs garantis. Dans la mousharaka, la banque participe au financement de l’acquisition d’un bien immeuble et le remboursement obéit à un tableau d’amortissement qui comprend, outre le capital principal, les « bénéfices » tirés par la banque pour cette opération. Il existe un nombre croissant de banques islamiques, y compris dans des pays occidentaux, offrant ces produits financiers dits islamiques.

## Sources